# フルングニル

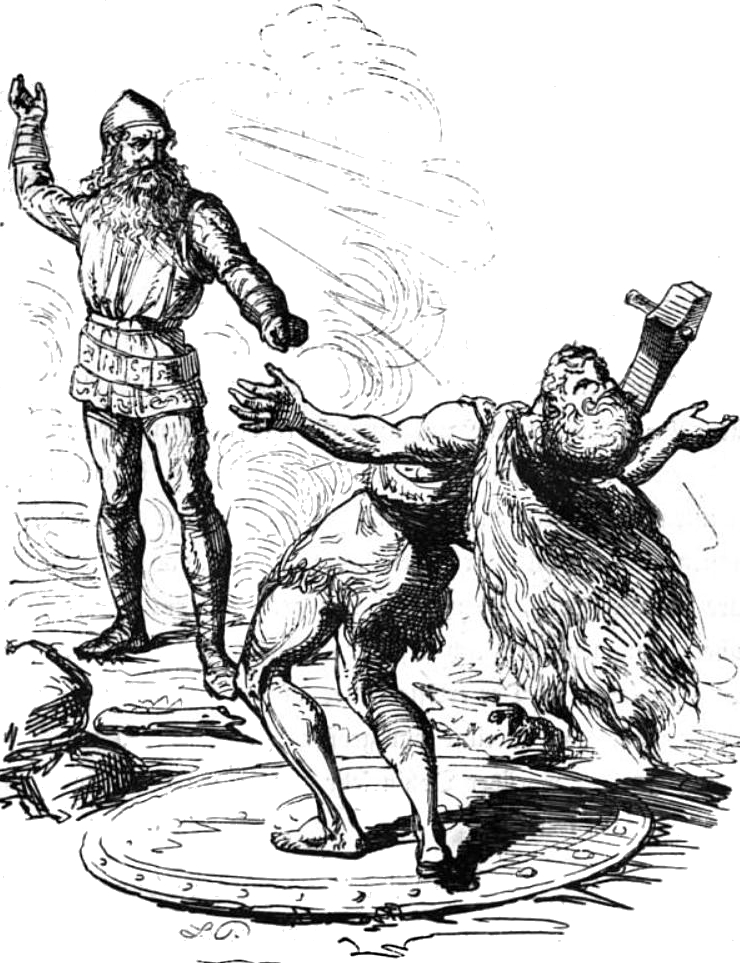
フルングニルとトールの決闘。

フルングニル（フルングニール、ルングニールとも。古ノルド語: Hrungnir）は、北欧神話に登場する巨人である。

## エピソード
フルングニルが、雷神トールの持つミョルニルの槌によって殺害される経緯は、スノッリ・ストゥルルソンが『散文のエッダ』第二部『詩語法』で紹介している。
フルングニルは自慢の駿馬グルファクシ（「金のたてがみ」の意）で、オーディンの馬スレイプニルと競走をするが、その勢いでヴァルハラ宮に入ってしまう。オーディンは彼を客人としてもてなすが、フルングニルはフレイヤの酌で大量の酒を飲み、酔って暴言を吐き始めた。トールが呼ばれ、この様子に激怒してすぐにでもフルングニルを打ち倒そうとしたが、フルングニルは自分の槍と砥石を持って来ていなかったため不利を悟り、トールに対して非武装の自分を殺すのは卑怯な行為であると咎め、改めて後日の決闘を約することでその場をしのいだ。そこで、場所を改め、アースガルズとヨトゥンヘイムの境のグリョートトゥーナガルザル(Grjóttúnagarðar)で決闘をすることとなった。
ヨトゥンヘイムの巨人達はフルングニルが斃されるのを心配し、グリョートトゥーナガルザルにおいて粘土で巨大な人間、モックルカールヴィを作った。この心臓に牝馬の心臓を使ったため、モックルカールヴィは現れたトールを恐れて震えてしまう。
頭は石、心臓は三角形の砥石で出来ているフルングニルは、担いだ砥石の他に楯を持っていたが、トールの召使いのシャールヴィが言う「トールが地下に潜って下から攻撃しようとしている」という言葉を信じ、楯を大地に置いてその上に乗った。トールがミョルニルの槌を、フルングニルが砥石を互いに向かって投げ合うと、槌は空中で砥石に激突してこれを破壊し、さらに飛んでフルングニルの頭蓋骨を打ち砕いた。巨大なフルングニルの脚の下敷きになって動けなくなったトールに、生後3日目の息子マグニが駆け寄って脚をどかした。これをトールは褒め、グルファクシを褒美に与えた。
なお『詩語法』は、このとき破壊された砥石の欠片がトールの頭に食い込み痛みを感じたため、巫女グローアに欠片を取り除いてもらおうとした経過を伝えている。（詳細は「トール」の項を参照。）
また、この時破壊されたフルングニルの砥石の破片は各地に散って砥石の採石場になったという。

## 他の作品に登場するフルングニル
詩人フヴィーンのショーゾールヴル(en)は、この物語を描いた楯を持っていたが、楯にはこの物語を伝える詩が刻まれている（詳細は「長き秋」の項を参照）。
『古エッダ』の『グロッティの歌』第9節には、フルングニル自身もその父親も強かったこと、同『ハールバルズルの唄』第14節には、フルングニルを斃してから彼以上に強い相手とトールが会うことがなかったという趣旨の記述がある。
同じく『古エッダ』の『シグルドリーヴァの言葉』第15節には「ルングニルの車の下で」という表現があるが、これをフルングニルと同一ではないかと考える研究者もいる。
『古エッダ』の『ロキの口論』第61節において、トールはミョルニルのことを「フルングニル殺し」と呼んでいる。また、トールに対するケニングに「フルングニル、ゲイルロズ、スリーヴァルディの殺害者」、「巨人フルングニルの脳天割り」がある。また、フルングニルのことを「スルーズ（トールの娘）の奪い手」と言い換えるケニングがある。詩人ブラギ・ボッダソン(en)は、おそらく物語に基づいて、楯のことを「スルーズの奪い手の足裏の葉」と言い換えている。
また、『コルマクのサガ』(en)の中で謡われる詩では、やはり楯が「巨人ルンクニルの足場」と言い換えられている。